# Saliga de som hör Guds ord (Forsberg)
Saliga de som hör Guds ord är en psalm med text från Lukasevangeliet 23. Musiken är komponerad 1981 av Roland Forsberg.

## Publicerad i
- Psalmer och Sånger 1987 som nummer 777 under rubriken "Psaltarpsalmer och andra sånger ur bibeln - Bibelvisor".[1]